# Лайтбокс

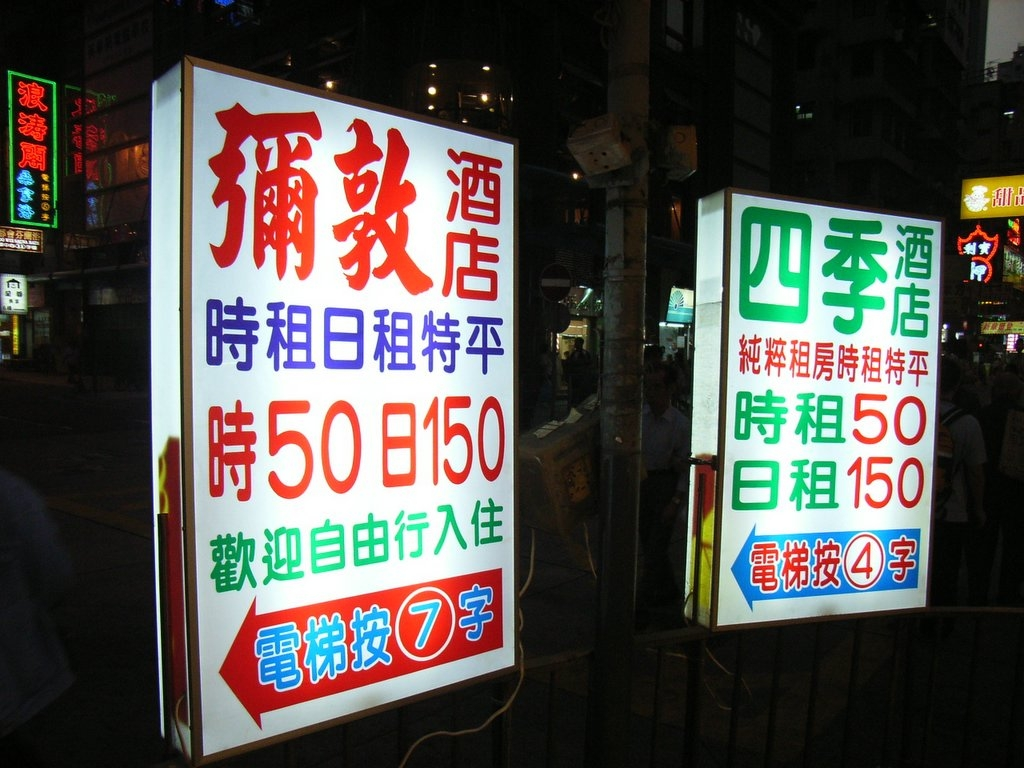
Использование светового короба в виде рекламоносителя

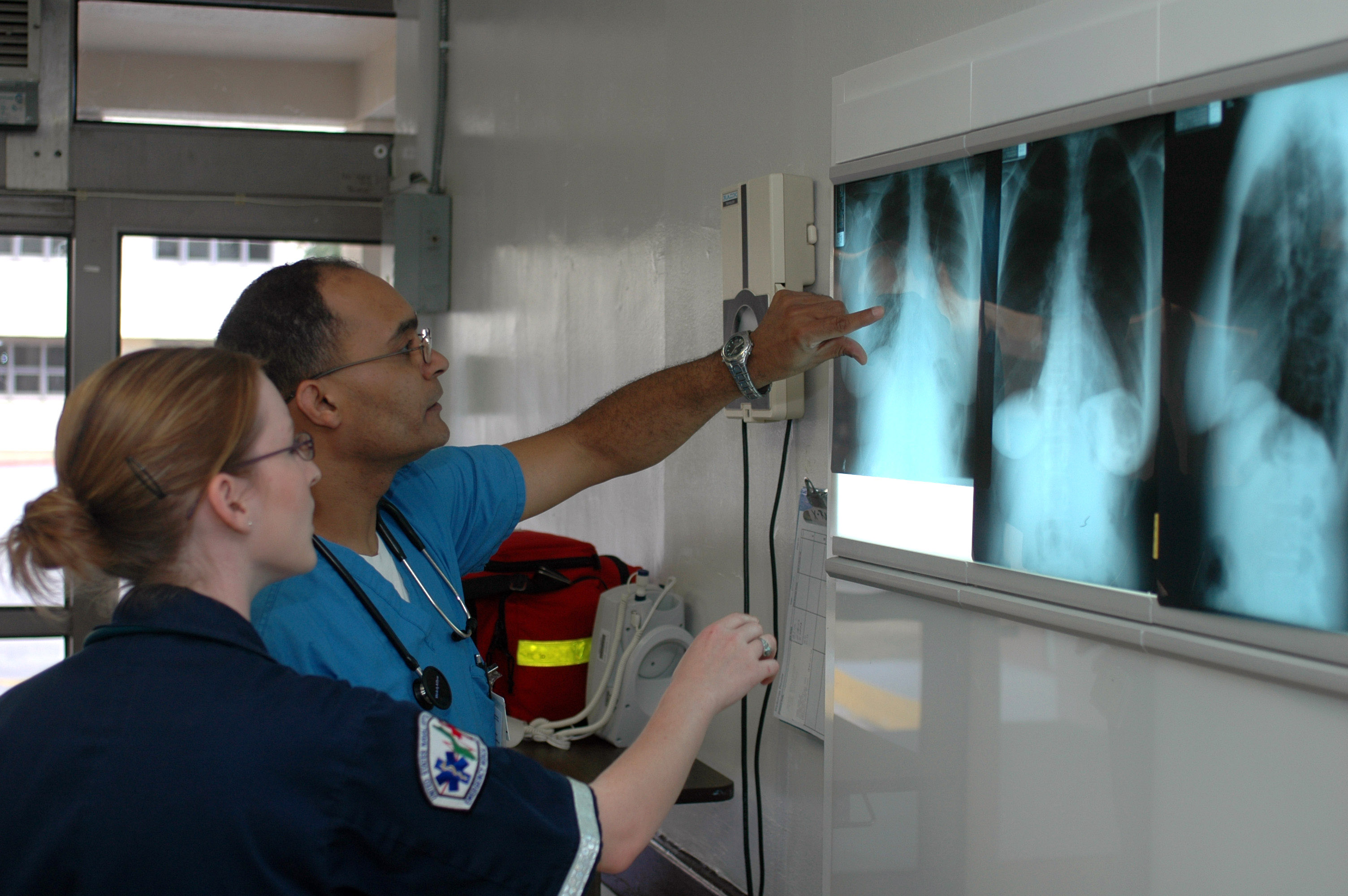
Закреплённый на стене негатоскоп для просмотра рентгеновских снимков

Лайтбокс (световой бокс, англ. lightbox) — неизображающий оптический прибор, создающий максимально ровное световое излучение с равной яркостью по всей светящейся поверхности.
В фото- и видеосъёмке лайтбоксы чаще всего используются при съёмке предметов. Также их используют фотографы в плёночной фотографии для просмотра отснятых слайдов.
Похожими на лайтбоксы являются такие устройства, как лайткубы и софтбоксы.
Аналогичные устройства в других отраслях:
- Негатоскоп — в медицине и технике используют для просмотра радиографических снимков (рентгенограмм, томограмм и т. д.)
- Световой короб — в рекламе и дизайне используют при демонстрации изображений, нанесенных на лицевую поверхность короба.